# Muntanyes del Canigó (cançó)
|  | Aquest article tracta sobre la cançó Muntanyes del Canigó. Vegeu-ne altres significats a «Canigó». |

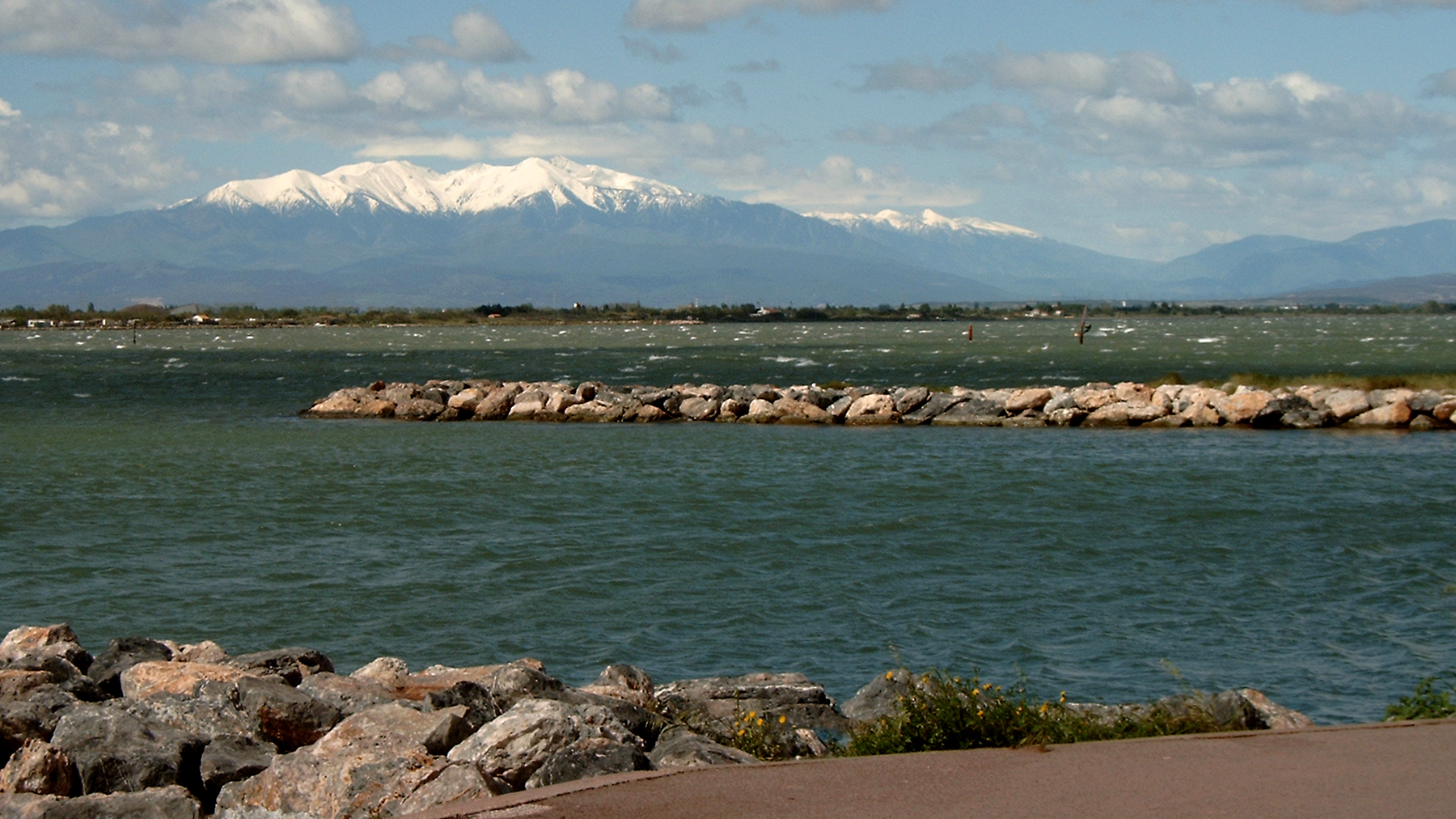
El Canigó vist des d'El Barcarès

Muntanyes del Canigó és una cançó tradicional catalana de caràcter amorós i d'enyorança. El seu text descriu un ambient muntanyenc i pagesívol, característica pròpia de moltes cançons tradicionals catalanes.

## La cançó
Joan Amades classifica aquesta cançó dins l'apartat de cançons de pescador, i més concretament com a cançó d'adobar xarxa. Tot i ser una cançó de temàtica pirinenca, cal tenir present que el Canigó és visible des de moltes platges, tant del Rosselló com de l'Empordà.
A principis de segle xx, Aureli Capmany comenta que tot i ser una cançó pirinenca, s'havia estès també fins a la plana i s'havia fet popular a llocs tan allunyats com a la Plana de Vic, de l'Urgell i el Berguedà, gràcies a la seva exuberant bellesa i a l'encarnació de l'esperit catalanesc.
El massís del Canigó, de més de 2.700 metres, és la serralada pirinenca més propera a la Mediterrània. Se situa a la Catalunya del Nord, damunt les planes del Conflent i el Rosselló, d'una banda, i del Vallespir i de l'Empordà, de l'altra.
Les dues cançons principals que fan referència al Canigó, Muntanyes del Canigó i Muntanyes regalades, tenen en comú els versos inicials: "Muntanyes del Canigó, fresques són i regalades..."/ "Muntanyes regalades, Són les del Canigó...". De totes dues se n'han fet nombroses versions.
El poeta Jacint Verdaguer escrigué també un poema èpic referit a aquestes muntanyes, titulat Canigó i publicat l'any 1886. En conseqüència, la serralada ha esdevingut símbol de la personalitat catalana de les comarques pirinenques, estant el seu contingut estretament relacionat amb la mitologia nacional de Catalunya. Aquesta obra està formada per dotze cants i un epíleg. El poema Canigó se centra especialment en l'amor, el patriotisme i la llegenda. La seva lletra narra una història romàntica situada al segle xi als Pirineus.

## Anàlisi
- Autor: Tradicional Catalana
- Mètrica: ternari simple (compàs 3/4)
- Tonalitat més freqüent: fa major
- Àmbit melòdic: octava, de tònica a tònica
- Mode: Major
- Estructura: A (a1-a2)-B (b1-b2-b2)
- Compassos: 10
- Particularitats de fraseig: Començaments anacrúsics i final femení.

 Muntanyes del Canigó (?·pàg.)